# Heptathlon aux Jeux olympiques d'été de 1988
Pour un article plus général, voir Athlétisme aux Jeux olympiques d'été de 1988.
Navigation
Los Angeles 1984 Barcelone 1992
L'épreuve de l'heptathlon aux Jeux olympiques de 1988 s'est déroulée les 23 et 24 septembre 1988 au Stade olympique de Séoul, en Corée du Sud. Elle est remportée par l'Américaine Jackie Joyner-Kersee qui établit un nouveau record du monde avec 7 291 pts.

## Résultats

### Finale
| Rang               | Athlète               | Pays                      | Points    |
| ------------------ | --------------------- | ------------------------- | --------- |
| Médaille d'or      | Jackie Joyner-Kersee  | États-Unis                | 7291 (WR) |
| Médaille d'argent  | Sabine John           | Allemagne de l'Est        | 6897      |
| Médaille de bronze | Anke Behmer           | Allemagne de l'Est        | 6858      |
| 4                  | Natalia Choubenkova   | Union soviétique          | 6540      |
| 5                  | Remigija Sablovskaitė | Union soviétique          | 6456      |
| 6                  | Ines Schulz           | Allemagne de l'Est        | 6411      |
| 7                  | Jane Flemming         | Australie                 | 6351      |
| 8                  | Cindy Greiner         | États-Unis                | 6297      |
| 9                  | Zuzana Lajbnerová     | Tchécoslovaquie           | 6252      |
| 10                 | Svetlana Buraga       | Union soviétique          | 6232      |
| 11                 | Marjon Wijnsma        | Pays-Bas                  | 6205      |
| 12                 | Svetla Dimitrova      | Bulgarie                  | 6171      |
| 13                 | Corinne Schneider     | Suisse                    | 6157      |
| 14                 | Sabine Braun          | Allemagne de l'Ouest      | 6109      |
| 15                 | Satu Ruotsalainen     | Finlande                  | 6101      |
| 16                 | Dong Yuping           | Chine                     | 6087      |
| 17                 | Kim Hagger            | Royaume-Uni               | 5975      |
| 18                 | Wendy Brown           | États-Unis                | 5972      |
| 19                 | Joanne Mulliner       | Grande-Bretagne           | 5746      |
| 20                 | Jacqueline Hautenauve | Belgique                  | 5734      |
| 21                 | Ragne Kytölä          | Finlande                  | 5686      |
| 22                 | Conceição Geremias    | Brésil                    | 5508      |
| 23                 | Hui-Ing Hsu           | Taipei chinois            | 5290      |
| 24                 | Ji Jeong-Mi           | Corée du Sud              | 5289      |
| 25                 | Iamo Launa            | Papouasie-Nouvelle-Guinée | 4566      |
| 26                 | Sainiana Tukana       | Fidji                     | 2560      |
| 27                 | Sabine Everts         | Allemagne de l'Ouest      | 2513      |
| 28                 | Chantal Beaugeant     | France                    | 2315      |
| 29                 | Judy Simpson          | Grande-Bretagne           | 1951      |
| —                  | Yasmina Azzizi        | Algérie                   | DNS       |
| —                  | Tineke Hidding        | Pays-Bas                  | DNS       |
| —                  | Yvonne Hasler         | Liechtenstein             | DNS       |

Note: Abandon de Tukana après 5 épreuves, de Everts et Beaugeant après 3 épreuves, et de Simpson après 2 épreuves.

## Légende
Records et Performances
- AR : Record continental (area record)
- CR : Record des championnats (championship record)
- MR : Record du meeting (meet record)
- NR : Record national (national record)
- OR : Record olympique (olympic record)
- PR : Record paralympique (paralympic record)
- PB : Record personnel (personal best)
- SB : Meilleure performance personnelle de la saison (season's best)
- WL : Meilleure performance mondiale de l'année (world leader)
- WJR : Record du monde junior (world junior record)
- WR : Record du monde (world record)

Circonstances et Conditions
- DNF : N'a pas terminé (did not finish)
- DNS : N'a pas pris le départ (did not start)
- DQ : Disqualification (disqualification)
- NM : Aucun essai valable enregistré (No Mark)
- Q : Qualifié « directement » au prochain tour (ou à la prochaine compétition), lors d'une compétition majeure, grâce au classement ou à la réalisation des minima (automatic qualifier)
- q : Qualifié au prochain tour (ou à la prochaine compétition), lors d'une compétition majeure, grâce au repêchage ou à la réalisation de l'une des meilleures performances parmi celles des « non qualifiés directement » (grâce au meilleur temps ou à la meilleure distance par exemple) (secondary qualifier)